# ロカ岬

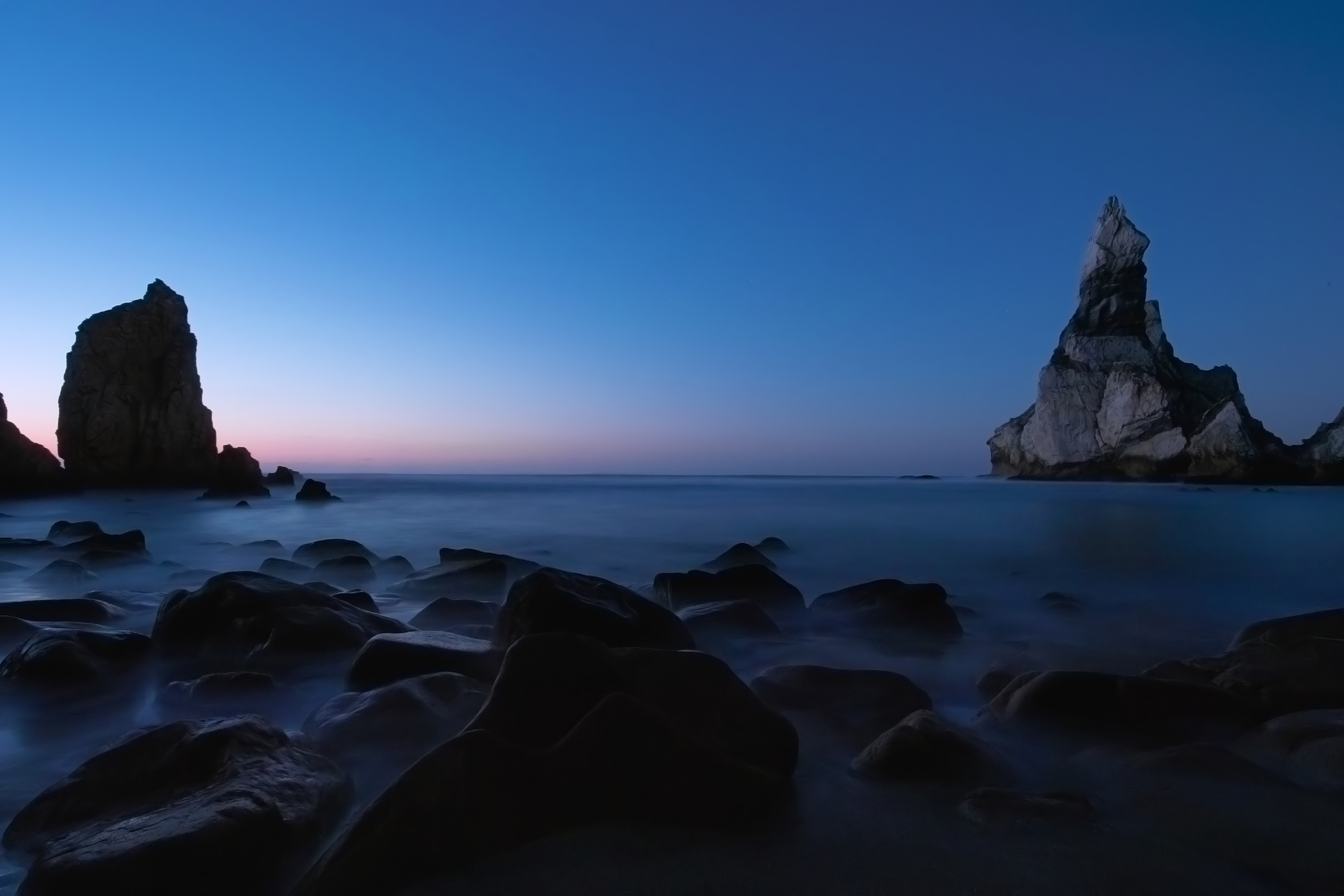
ロカ岬のブルーアワー

ロカ岬（Cabo da Roca）は、ポルトガル共和国リスボン都市圏にある、ユーラシア大陸最西端の岬である。位置、北緯38度47分、西経9度30分。西には大西洋が広がり、その遥か先にはポルトガル領のアゾレス諸島がある。世界遺産として有名な観光都市シントラやカスカイスから、バスが出ており、リスボンからの日帰り観光も可能である。
ここには、ポルトガルの詩人ルイス・デ・カモンイスの叙事詩『ウズ・ルジアダス』第3詩20節の一節「ここに地終わり海始まる（Onde a terra se acaba e o mar começa）」を刻んだ石碑が立っている。また、有料だがユーラシア大陸最西端到達証明書がある。5ユーロと10ユーロのタイプの証明書があるが、どちらにしても証明書には名前・日付などが入り、裏面には主要国の言葉で書かれた上記の詩（日本語もある）が書かれたものを入手することが出来る。
1703年5月22日、スペイン継承戦争でフランス海軍とオランダ海軍が近くの海で激突、フランスが勝利を収めた（ロカ岬の海戦）。

## ギャラリー

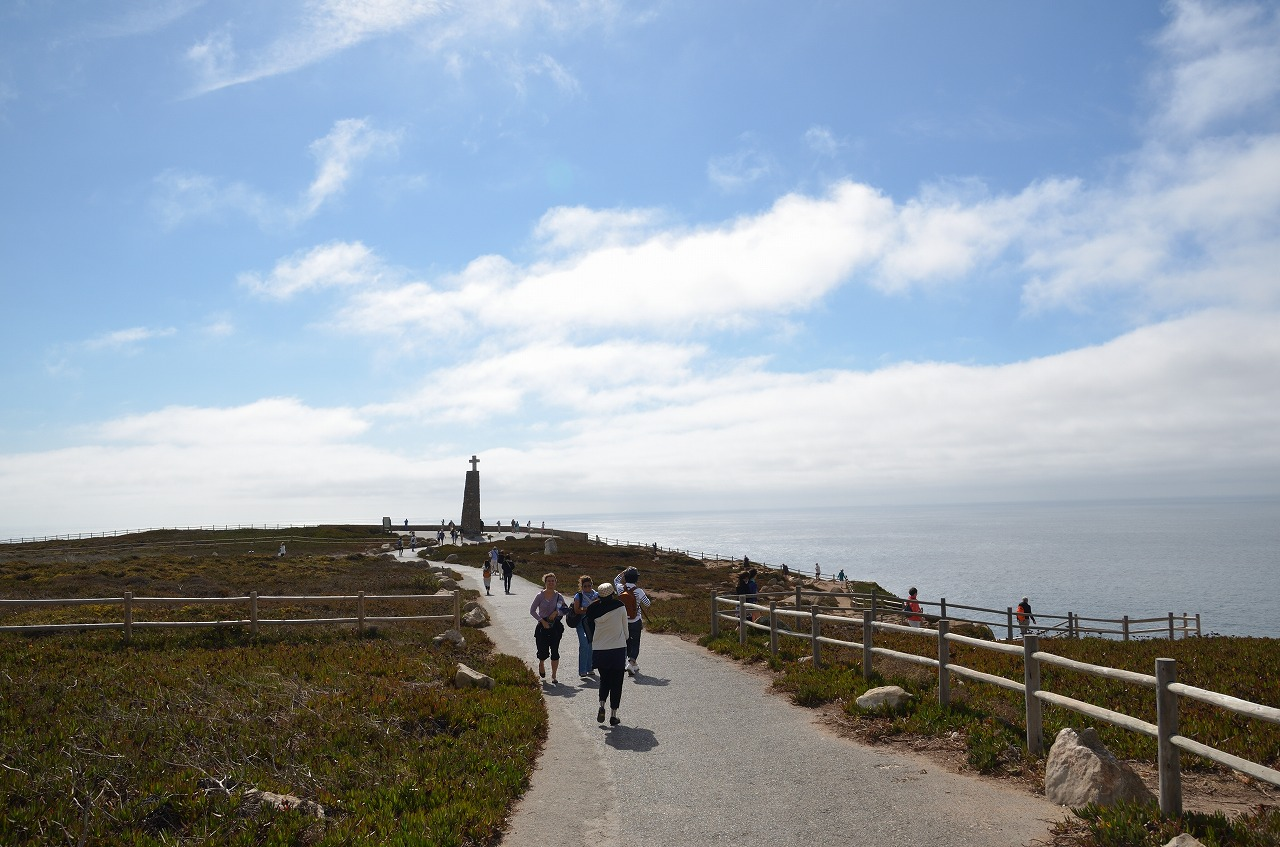
ロカ岬
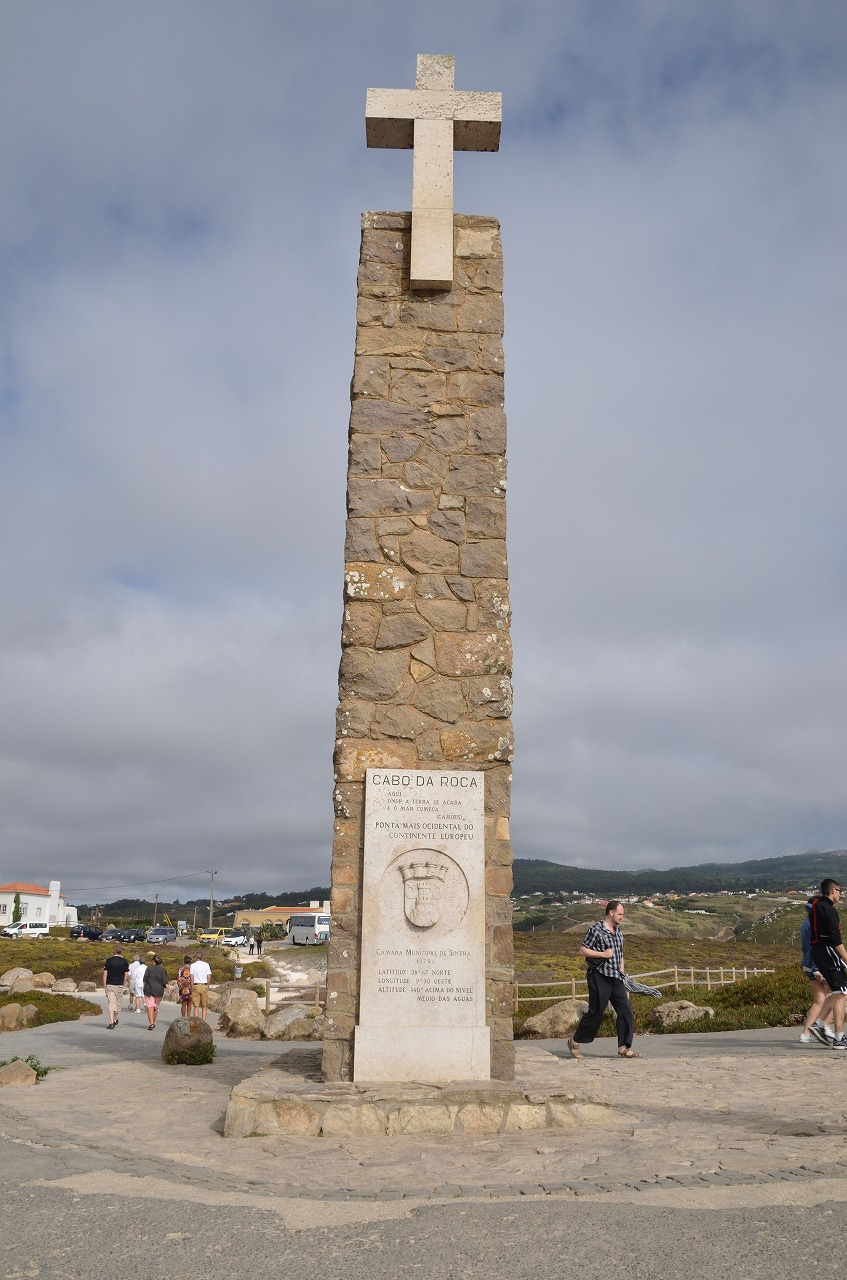
ロカ岬に建つ石碑
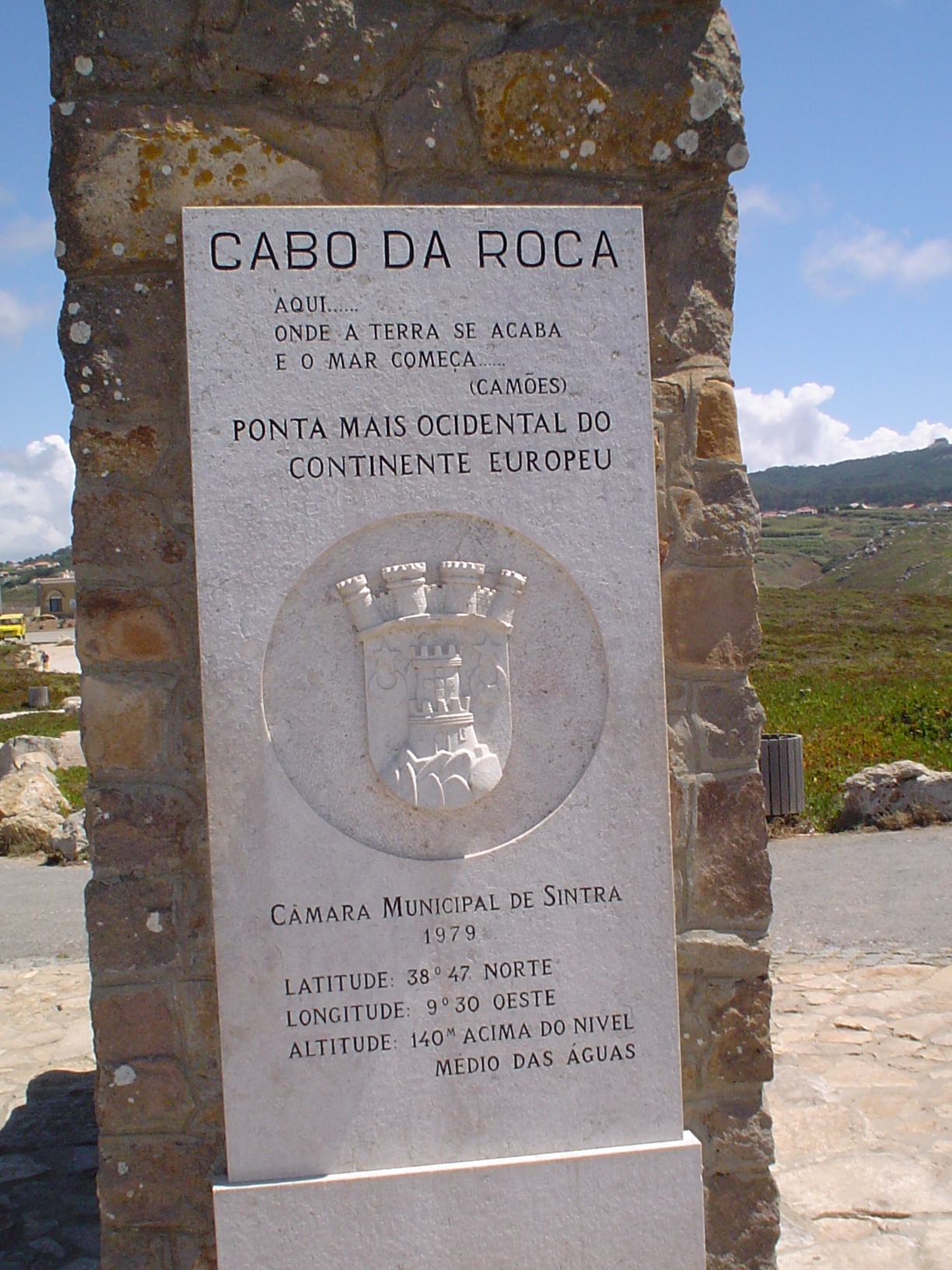
石碑：ここに地終わり、海始まる（ONDE A TERRA SE ACABAR E O MAR COMECAR）
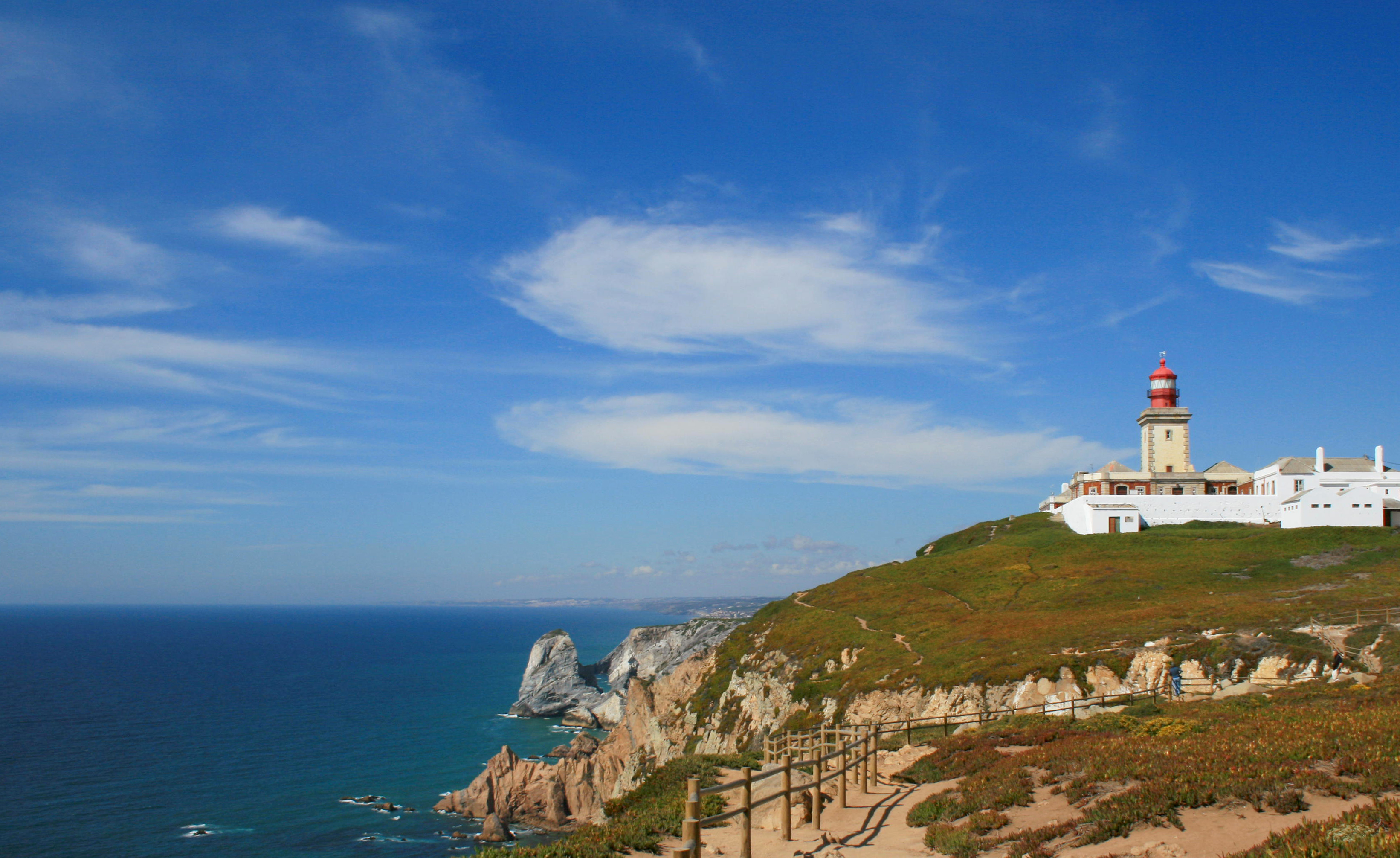
ロカ岬の灯台
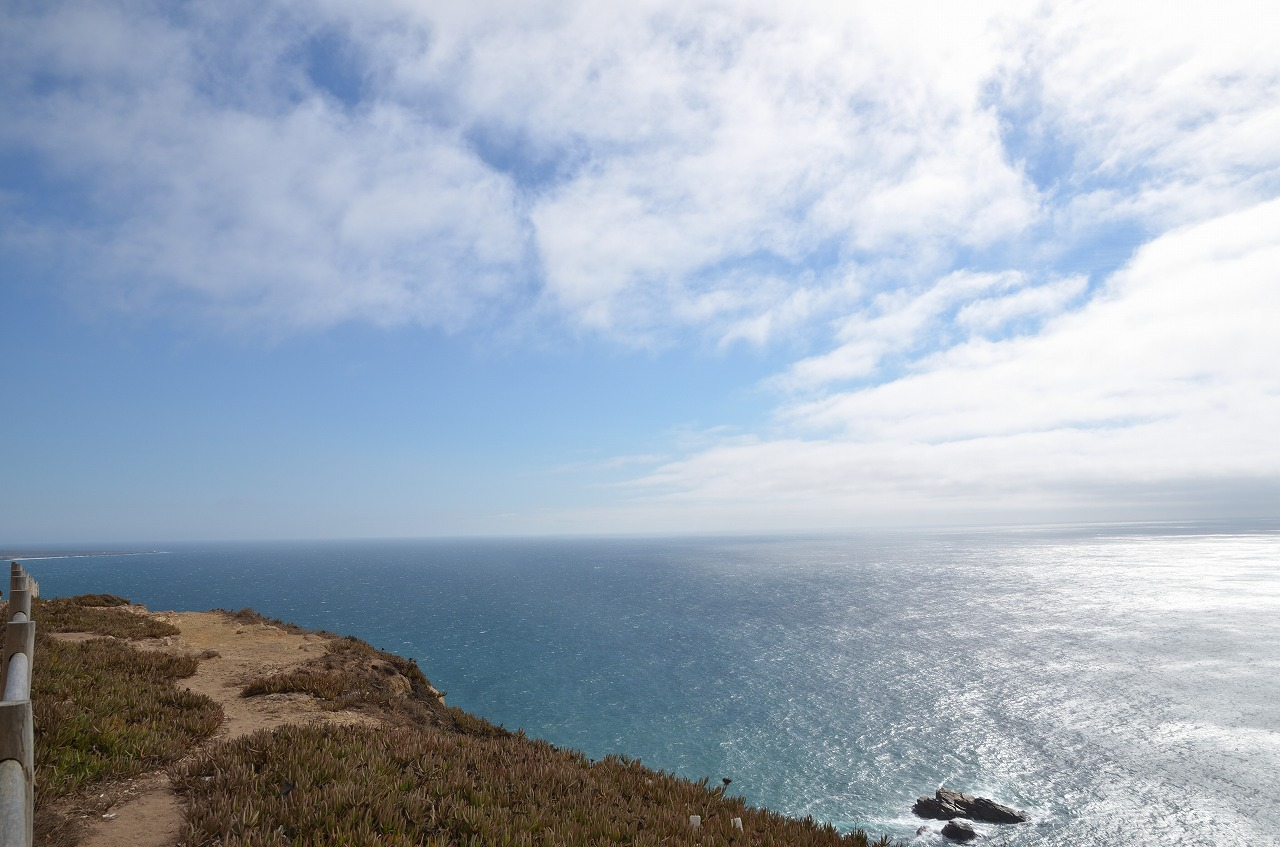
ロカ岬から望む大西洋
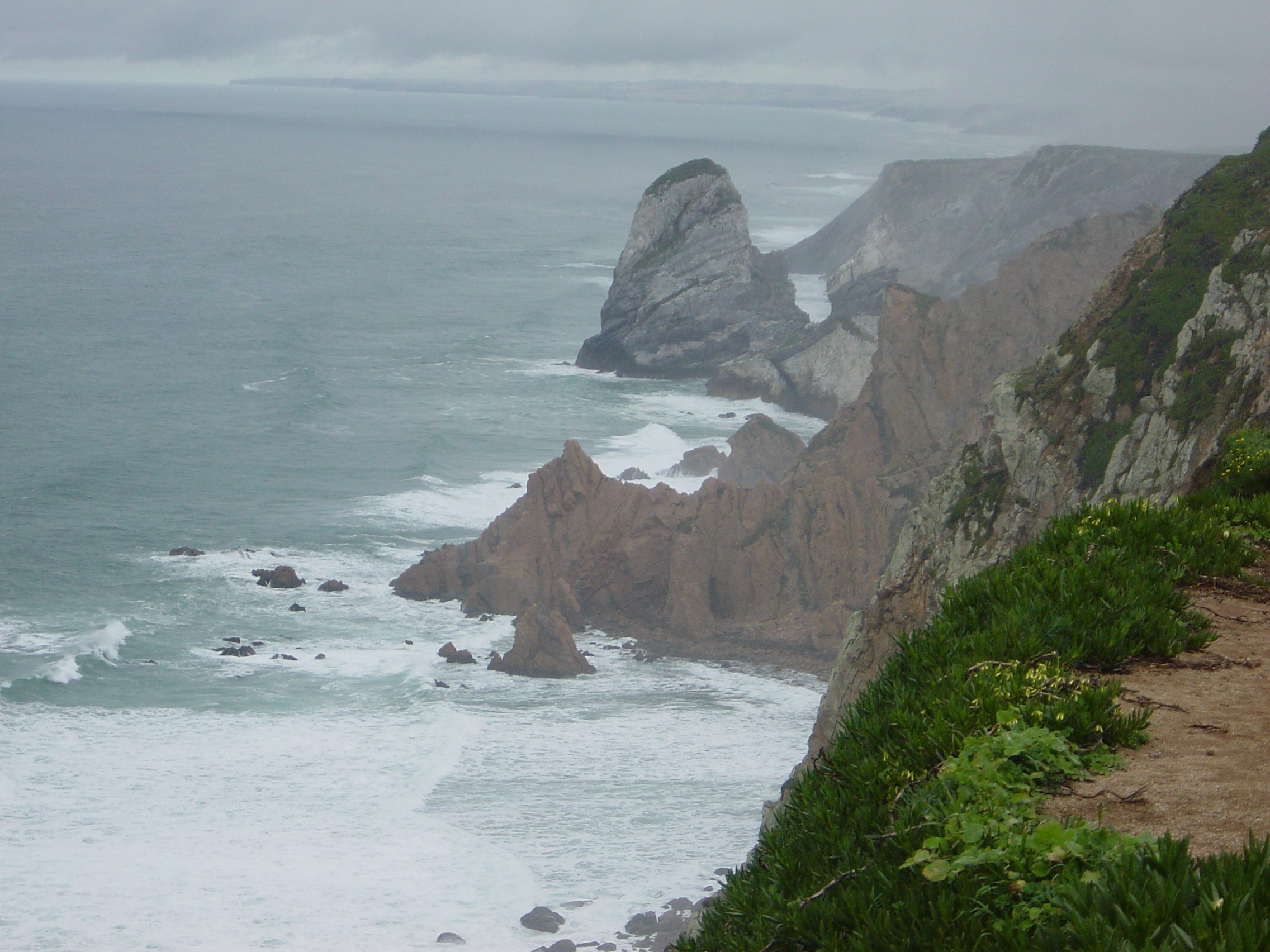
ロカ岬と大西洋
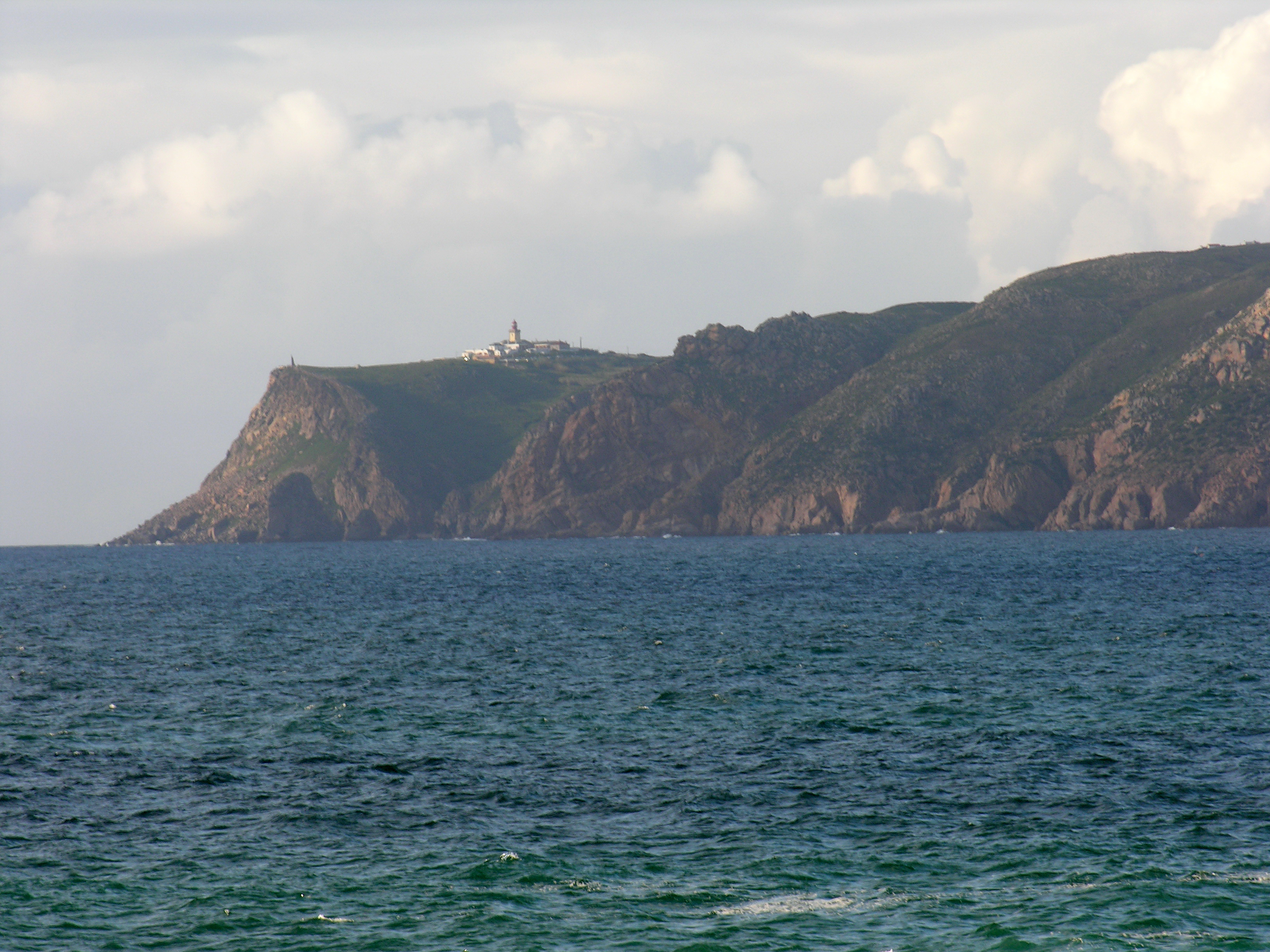
ロカ岬と大西洋